# 西寒川駅

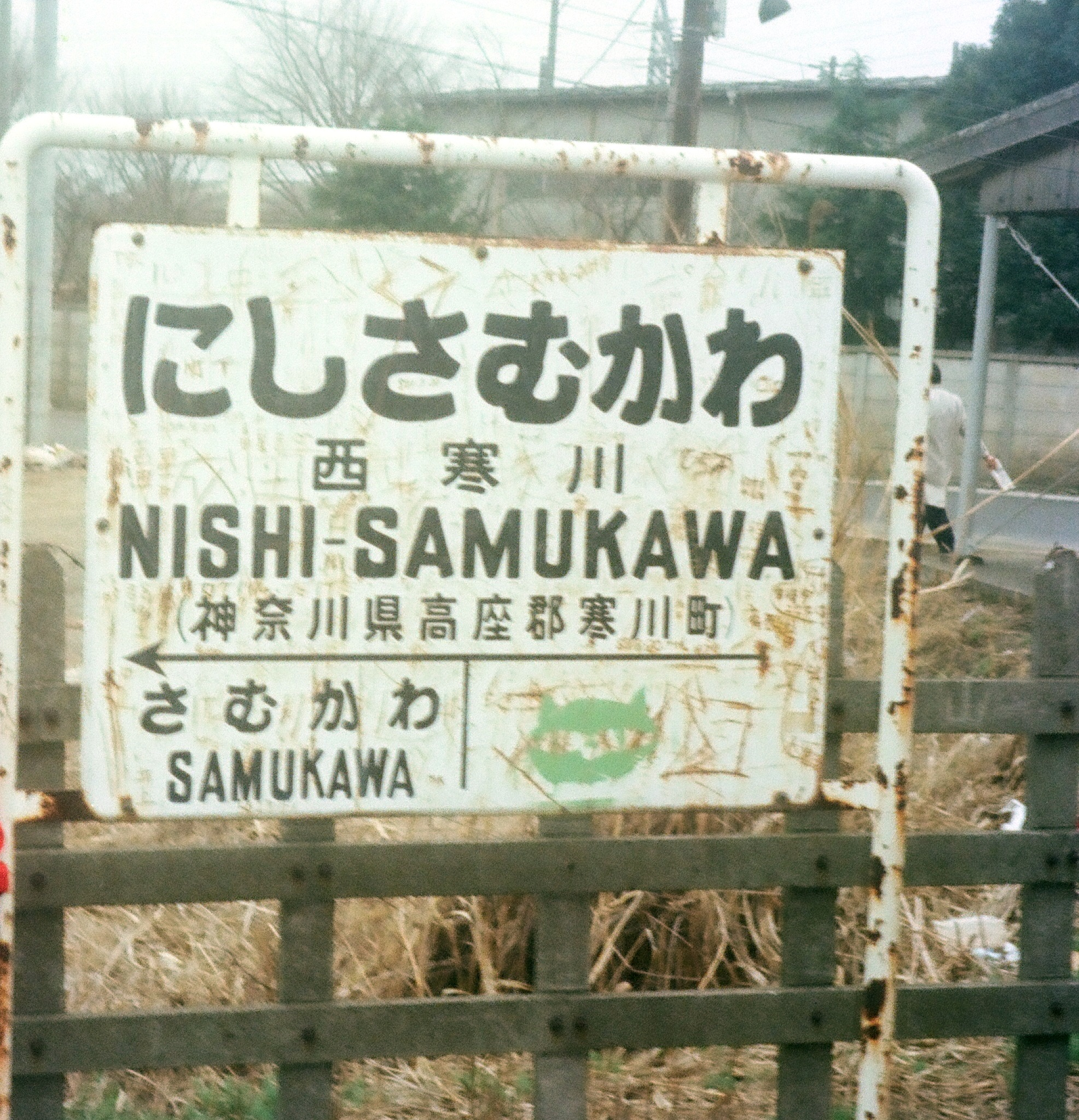
現役時代の駅名標

西寒川駅（にしさむかわえき）は、かつて神奈川県高座郡寒川町一之宮にあった日本国有鉄道（国鉄）相模線寒川支線の駅である。1984年に寒川支線の廃止に伴い廃止された。寒川支線は、国鉄分割民営化を前に廃止された旅客路線のうち首都圏で唯一の廃線であった。
当駅は開業以来、駅名を3回変更している。

## 廃止時の駅構造
単式ホーム1面1線の地上駅であった。廃止当時は無人駅で、改札口の上に小さな屋根があるだけで駅舎も持たなかった。

## 廃止直前の列車の発着
茅ケ崎駅発着の1日4往復（8時台に1往復、16時台から19時台にかけて3往復）のみであった。
当路線の廃止が報道されたことで一躍有名となり、廃止間際から当日にかけて近県より多くの鉄道ファンで駅周辺が賑わった。

## 歴史
- 1923年（大正12年）
  - 2月5日 - 相模鉄道東河原駅として開業[2]。当初は相模川で採取する砂利を取り扱う貨物駅であった[1]。
- 1939年（昭和14年）
  - 10月1日 - 前年に昭和産業一之宮工場が建設されたことに伴い、昭和産業駅に改称[2]。
- 1940年（昭和15年）
  - 4月20日 - 旅客営業開始[2]。
- 1942年（昭和17年）
  - 10月30日 - 日本海軍による昭和産業一之宮工場の買収（海軍技術研究所を経て、相模海軍工廠となる）に伴い、四之宮口駅に改称[2]。
- 1944年（昭和19年）
  - 6月1日 - 運輸通信省による国有化により、相模線の駅となる[2]。同時に西寒川駅に改称[2]。当駅から四之宮駅間が廃止され終着駅となる[2]。
- 1946年（昭和21年）頃 - 旅客営業が行われなくなる。
- 1954年（昭和29年）
  - 10月1日 - 旅客営業を正式に廃止[6]。
- 1960年（昭和35年）
  - 11月15日 - 旅客営業を再開[7]。旅客業務は車掌が取り扱う[8]。
- 1965年（昭和40年）
  - 10月1日 - 営業範囲を「旅客及び同停車場接続専用線発着貨物」から「旅客及び同停車場接続専用線発着車扱貨物」へ改正[9]。
- 1970年（昭和45年）
  - 7月10日 - 貨物取扱を廃止し、営業範囲を「旅客」へ改正[10]。
- 1984年（昭和59年）
  - 3月31日 - 廃止[4]。

## 駅の周辺と跡地

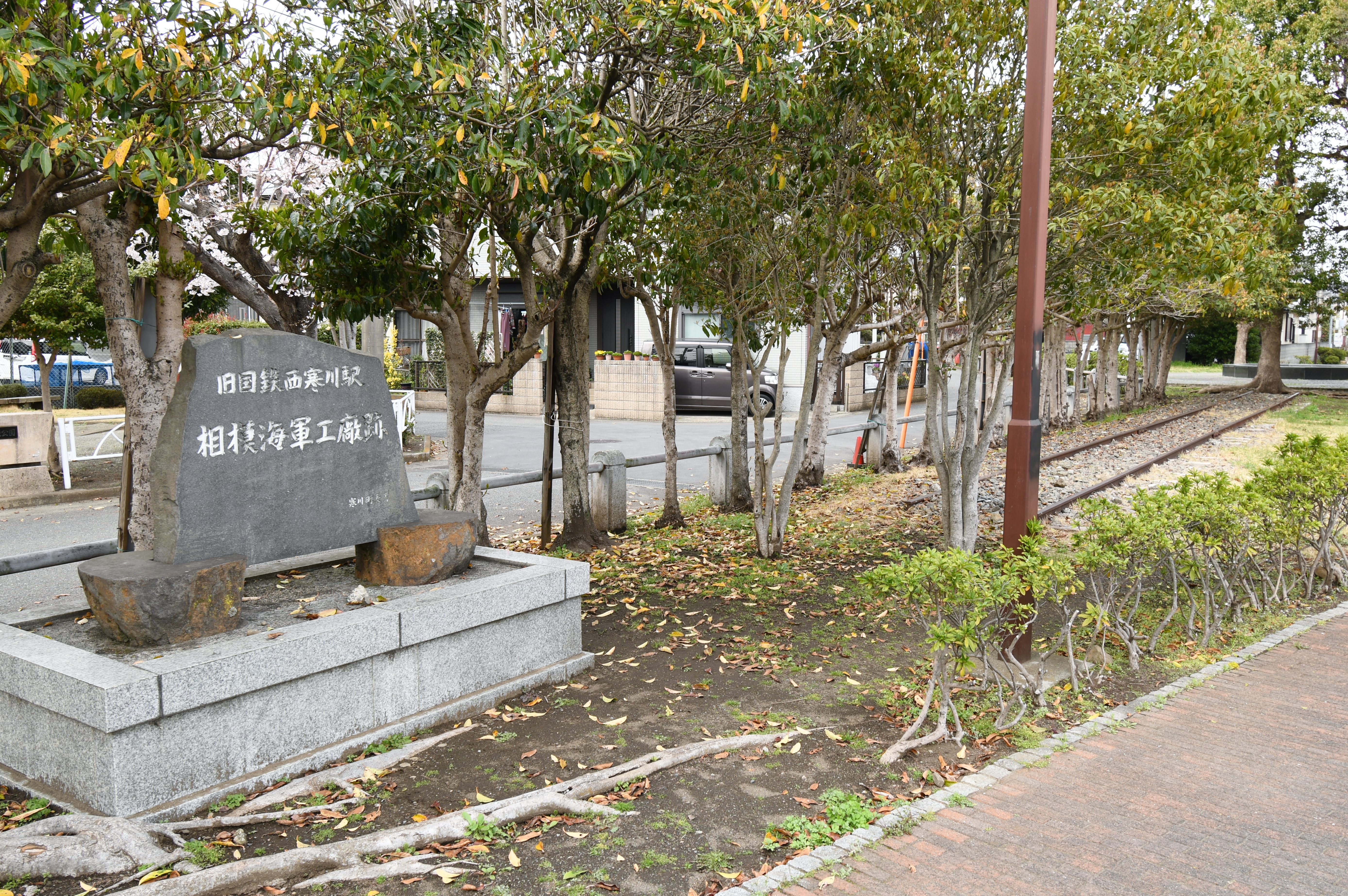
西寒川駅跡にある記念碑

寒川駅からの支線は、寒川神社（相模国一宮）参道近くで相模線本線と分かれていた。寒川支線の跡地は、本線からの分岐点からのほぼ全てが「一之宮緑道」として整備されている。一部区間には線路も残され、車輪などが展示されている。また、一部のレールは西暦ではなく皇紀での刻印がなされている。
西寒川駅の跡は「八角広場」という小さな公園になっており、線路が一部残されている。当地には、当駅と相模海軍工廠跡の記念碑がある。

## 隣の駅
日本国有鉄道
相模支線
寒川駅 - 西寒川駅

## アクセス
- 寒川駅南口より神奈川中央交通バス<茅53>茅ケ崎駅行きで「八角広場前」下車。
- 茅ケ崎駅（北口）より神奈川中央交通バス<茅53>寒川駅南口行きで「八角広場前」下車。